# Wilhelm (Havelberg)
Wilhelm oder Wilhelmus (von Havelberg) († 20. oder 21. September 1244 in Eisenach) war von 1220 bis 1244 Bischof von Havelberg.

## Leben
Wilhelm war zunächst Domherr von Havelberg, ehe er zum Bischof erwählt wurde. Er ist vor allem als Weihbischof im mainzischen Thüringen nachweisbar, 1223 als Weihbischof in Naumburg. Der Ort seiner Bestattung ist unbekannt.